# یواس‌اس ایروکوا (ای‌تی-۴۶)
یواس‌اس ایروکوا (ای‌تی-۴۶) (به انگلیسی: USS Iroquois (AT-46)) یک کشتی بود که طول آن ۱۵۲ فوت (۴۶ متر) بود. این کشتی در سال ۱۸۹۲ ساخته شد.